# SquidGuard
squidGuard ist ein Internetfilter, der in Verbindung mit dem Web-Cache-Proxy Squid über den Redirector-Mechanismus eingesetzt werden kann. SquidGuard ist freie Software und unter der GNU General Public License lizenziert.
SquidGuard kann nicht gegen Viren oder andere Malware eingesetzt werden. Surft ein Benutzer eine Website an, so schickt Squid den Seitenaufruf an squidGuard zur Überprüfung. Findet squidGuard die Domain oder die URL, so wird der Benutzer auf eine Seite umgelenkt, die ihm sagt, dass er keinen Zugriff auf diese Seite hat.
SquidGuard wird über eine zentrale, textbasierte Datei konfiguriert. Hier wird hinterlegt, welche Ziele wann für wen gesperrt sind und welche Seite statt der blockierten angezeigt werden soll. Die Informationen über die gesperrten Domänen und URLs sind dabei üblicherweise in verschiedene Klassen unterteilt. Neben dem Einsatz von Domain- oder URL-Listen kann der Zugang auch mit Hilfe von Regulären Ausdrücken verhindert werden. Hier kann die Fehlerquote sehr hoch sein, also mehr gesperrt werden als notwendig. Wird zum Beispiel jede URL gesperrt, die das Wort sex enthält, werden auch Seiten über das Staatsexamen nicht angezeigt. Es ist möglich, weiße Listen zu hinterlegen, auf deren Einträge stets zugegriffen werden kann.
Der squidGuard-Administrator kann die Zugriffsbedingungen sehr differenziert gestalten. Der Zugang kann je nach Benutzer, Uhrzeit, Ursprungsseite und anderen Kriterien erlaubt oder verweigert werden.
Für squidGuard existieren zahlreiche Plug-ins, die weitere Funktionen ergänzen. Mit Hilfe eines webmin-Plugins kann squidguard über ein Webinterface konfiguriert werden.

## Anwendungsbeispiele
- Sperren oder Einschränken des Internetzugangs in Abhängigkeit von Uhrzeit, Benutzer und verwendetem Rechner.
- Verhinderung des Zugriffs auf pornographische oder jugendgefährdende Seiten.
- Ausblenden von Werbung.